# Raymond Vahan Damadian
Raymond Vahan Damadian eller Raymond Damadian, född 16 mars 1936, död 3 augusti 2022, var en armenisk-amerikansk läkare och uppfinnare.
Damadian var pionjär inom utnyttjande av kärnmagnetisk resonans (NMR) i vissa medicinska tillämpningar.
Han publicerade 1971 en vetenskaplig artikel i tidskriften Science där han rapporterade att tumörvävnad och normal vävnad kunde skiljas åt med hjälp av NMR, och menade att denna skillnad skulle kunna utnyttjas för att diagnostisera cancer. 1974 patenterade han en konstruktion för att utnyttja NMR för att detektera cancer. Hans patent beskriver dock inte den avbildningsmetod med bland annat fältgradienter och bildrekonstruktion som används inom så kallad Magnetic Resonance Imaging (MRI), utan Damadians pionjärinsats kan snarast sägas ha varit att peka ut möjligheten att i allmänna termer utnyttja NMR för att diagnosticera cancer. Hans företag Fonar har dock lyckats vinna en stor patentstrid mot General Electric och tilldelades år 1997 128,7 miljoner dollar i skadestånd för att i amerikanska patenträttsliga termer ha ansetts uppfunnit MRI-utrustningen.
2003 års Nobelpris i fysiologi eller medicin tilldelades Paul C. Lauterbur och Sir Peter Mansfield för insatser inom medicinsk avbildning med NMR, just det område som Damadian varit verksam inom. Han ansåg då att priset rätteligen borde ha tilldelats honom. Damadian inledde därför en kampanj som innefattade helsidesannonser i flera stora amerikanska tidningar samt i Dagens Nyheter. Priskommitténs beslut togs bland annat i försvar av KTH-professorn Peter Stilbs som menade att Damadians tidiga patentskrifter på området inte kan anses hålla måttet som forskning, även om han lyckats vinna patentstrider med hjälp av dem.
Istället för Nobelpriset tilldelades Damadian dock "Fysik- och teknikpriset 2003" av uppfinnarorganisationen Idéforum i Örnsköldsvik. 